# Itärata
La voie de l'Est (finnois : Itärata) est un projet de liaison ferroviaire entre Helsinki et Kouvola en Finlande.
La ligne est prévue pour ouvrir ans les années 2030.

## Histoire
En 2010, Le principe d'un projet de ligne "HELI-rata" à l'est d'Helsinki jusqu'à la frontière entre la Finlande et la Russie, passant par Sipoo, Porvoo, Kotka et Hamina a été approuvé par le conseil régional d'Uusimaa.
La ligne traverserait un tunnel de la gare de Pasila à l'aéroport d'Helsinki avant de suivre le tracé de la route nationale 7 jusqu'à Saint-Pétersbourg, ,.
En 2018, une étude a été lancée pour la construction d'une nouvelle ligne ferroviaire longue de 106 km  d'Helsinki à Kouvola via Kerava et Porvoo, réduisant la durée des trajets d'Helsinki à Kouvola de 1 h 18 min à 53 min. Cette nouvelle ligne passerait par la Lentorata entre Helsinki et Kerava.
Avec une vitesse de ligne de 220 km/h, la durée des trajets Helsinki-Saint-Pétersbourg pourrait être réduite de neuf minutes. Une réduction de 15 minutes serait possible si l'infrastructure était construite pour un fonctionnement à 300 km/h.
D'un coût de 1,7 milliard d'euros, le projet n'a pas été jugé économiquement viable par la ministre des transports Anne Berner, malgré le fait que Porvoo est la plus grande municipalité finlandaise sans service ferroviaire régulier.
Pourtant la ligne nouvelle permettrait des temps de transport considérablement réduits aux villes de l'est de la Finlande, notamment Lappeenranta, Kuopio, Joensuu et Mikkeli, qui utilisent actuellement la ligne Kerava–Lahti.
En 2019, le gouvernement d'Antti Rinne a confirmé son engagement à faire avancer les propositions pour cette ligne.
Le 21 janvier 2021, le Comité ministériel finlandais de politique économique a décidé de soutenir la poursuite du projet de conception pour un trajet Lentorata-Porvoo-Kouvola.
Des négociations sont en cours avec les municipalités et éventuellement d'autres entités publiques bénéficiaires de la ligne ferroviaire pour créer une société de gestion du projet.
La mission de la société de projet serait de planifier le projet et de le financer jusqu'à ce qu'il soit prêt pour la construction .